# John Murray (oceanógrafo)
John Murray (3 de marzo de 1841 – 16 de marzo de 1914) fue un pionero oceanógrafo británico nacido en Canadá, un biólogo marino, y limnólogo. Es considerado uno de los fundadores de la oceanografía como disciplina científica.

## Primeros años
Murray es nativo de Cobourg, Ontario, Canadá, de padres escoceses - Robert Murray, contador, y de Elizabeth Macfarlane - quienes habían emigrado hacía siete años. Retornó a Escocia de niño, siendo educado en la Stirling High School; y de 1864 a 1865 en la Universidad de Edimburgo, pero pronto los abandonó para unirse a una expedición de caza de ballenas, hacia Spitsbergen como cirujano de a bordo, en 1868.
Retorna a Edimburgo para completar sus estudios, entre 1868 a 1872, en geología con Sir Archibald Geikie e historia natural con Peter Guthrie Tait.

## Expedición del Challenger
Te presentó a Murray, a Charles Wyville Thomson quien había sido designado para dirigir la Expedición Challenger. En 1872, Murray se unió a Wyville Thomson como su asistente en esa exploración científica de cuatro años, explorando principalmente la profundidad de los océanos del globo. Luego que Wyville Thompson sucumbiera al estrés de publicar los reportes de la Expedición Challenger, Murray se hizo cargo, editando y publicando más de 50 volúmenes de informes, completados en 1896. 
Murray murió cuando su coche volcó, por un choque con otro en la calle Frederick Street, cerca de su casa el 16 de marzo de 1914 en Kirkliston, Edimburgo; siendo sepultado en cercanías de Dean Kirkyard.
En 1884, Murray estableció el Laboratorio Marino de Granton, Edimburgo, el primero de su tipo en el Reino Unido. En 1894, ese laboratorio fue trasladado a Millport, isla de Cumbrae, en el Fiordo de Clyde, y se transformó en la University Marine Biological Station, Millport, precursora de la actual "Asociación Escocesa de Ciencia Marina, en Dunstaffnage, cercanías de Oban, Argyll and Bute.
En 1909, Murray peticionó al gobierno noruego para que se le prestase el navío Michael Sars para un crucero de investigación de cuatro meses, con el comando científico de Johan Hjort, pagando Murray todos los gastos. Aceptada esa petición, luego de un invierno de preparativos, se tradujo en un crucero de investigación de los más ambiciosos jamás ocurridos en la oceanografía. Murray y Hjort, en el libro de 1912 The Depths of the Ocean (Las Profundidades del Océano), lo convirtieron rápidamente en un clásico para los naturalistas marinos y oceanógrafos.
Fue el primero en señalar la existencia de la Dorsal mesoatlántica y de fosas oceánicas. También destacó la presencia de depósitos derivados del desierto del Sahara en sedimentos oceánicos; y publicando un vasto número de artículos sobre sus descubrimientos. Su mayor y última contribución a la ciencia hidrológica fue la coordinación de estudios de batimetría sobre 562 lochs de agua dulce de Escocia, en 1897, con más de 60.000 sondeos de profundidad individual, que fueron publicados en 6 volúmenes, en 1910.
En 1911, creó la Medalla Alexander Agassiz, auspiciado por la Academia Nacional de Ciencias de Estados Unidos, en memoria de su amigo Alexander Agassiz (1835–1910).

## Otras publicaciones

### Libros
- john Murray. 2010. The Depths of the Ocean; A General Account of the Modern Science of Oceanography Based Largely on the Scientific Researches of the Norwegian. Reeditó General Books LLC, 472 pp. ISBN 1-154-68062-2

- -------------------, johan Hjort. 1965. The depths of the ocean. Volumen 37 de Historiæ naturalis classica. Editor J. Cramer, 821 pp.

- -------------------. 1944. El océano. Biblioteca conocimiento. Editor Pleamar, 186 pp.

## Honores
Presidente de
- Royal Scottish Geographical Society, de 1898 a 1904

Miembro de
- Royal Society, junio de 1896[3]

Condecoraciones
- 1895: Royal Medal

- 1898: Caballero comendador de la Orden del Baño

- 1900: Medalla Clarke, por la Royal Society of New South Wales

### Epónimos
- Laboratorios John Murray Laboratories, de la Universidad de Edimburgo
- Sociedad John Murray, Universidad de Newcastle
- Navío oceanográfico de la Agencia de Protección Ambiental de Escocia, el S.V. Sir John Murray

Orden
- Murrayonida Vacelet, 1981

Especies zoológicas
- (Porifera) Cirrothauma murrayi (vive a profundidades de 1.500 m a 4.500, y carece de capacidades de reconocimiento de objetos </ref>

Especies botánicas
- (Araceae) Arisaema murrayi Hook. & Blatt.[4]

- (Centrolepidaceae) Centrolepis murrayi J.M.Black[5]

- (Dryopteridaceae) Tectaria murrayi (Baker) C.Chr.[6]

- (Orchidaceae) Dendrochilum murrayi R.S.Rogers & C.T.White[7]

- La abreviatura «J.Murray» se emplea para indicar a John Murray como autoridad en la descripción y clasificación científica de los vegetales.[8]

## Abreviatura (zoología)
La abreviatura J.Murray  se emplea para indicar a John Murray como autoridad en la descripción y taxonomía en zoología.